# 洛斯拉瓦诺斯
洛斯拉瓦诺斯，是西班牙卡斯蒂利亚-莱昂索里亚省的一个市镇。总面积101平方公里，总人口439人（2001年），人口密度4人/平方公里。